# Sula variegata
Sula variegata là một loài chim trong họ Sulidae.
Phân bố của loài này là ít phổ biến hơn nhiều so với các loài chim điên liên quan chặt chẽ khác. Đây là loài chim biển phong phú nhất sinh sống ở bờ biển Peru và là loài chim biển sản xuất guano quan trọng thứ hai. Trong giữa thế kỷ 20, dân số chim điên Peru đạt 3 triệu con.

## Môi trường sống và phạm vi phân bố
Loài chim điên Peru chỉ giới hạn trong vùng nước của hải lưu Humboldt, ngoài khơi bờ biển Nam Mỹ. Chúng có thể được tìm thấy ngoài khơi bờ biển của Peru, phía nam đến phần giữa của Chile. Sự phong phú của chúng trên các đảo Lobos de Tierra và Lobos de Afuera đã dẫn đến rất nhiều nghiên cứu được thực hiện về loài chim này từ những địa điểm này.
Các đàn chim làm tổ trên những bãi cát mịn, có gió cho phép làm tổ của chúng trong khoảng nhiệt độ xấp xỉ 28 °C to 38 °C. Những chỗ đất thấp muối hay còn gọi là pampas, cho phép mật độ tổ chim khá cao.

## Sinh học

### Chế độ ăn
Chế độ ăn của cá mập Peru chủ yếu bao gồm cá cơm, đặc biệt là cá cơm Peru. Tuy nhiên, có một số thay đổi trong chế độ ăn của chúng dựa trên giai đoạn sống của chúng. Cũng như cá cơm, chúng cũng được ghi nhận là có thể ăn cá thu, tùy thuộc vào mức độ phong phú tương đối của con mồi. Chúng dựa vào các vùng nước lạnh, có nhiều cá hải lưu Humboldt để có nguồn thức ăn ổn định.